# スター・ウォーズ:スケルトン・クルー
『スター・ウォーズ：スケルトン・クルー』（Star Wars: Skeleton Crew）は、2024年12月2日からDisney+で配信されているテレビドラマ。本作のショーランナーはジョン・ワッツとクリストファー・フォードが務めている。

## 登場人物
スケルトン・クルー / シルヴォ=ジョッド・ナ・ナウッド
演 - ジュード・ロウ | 日本語吹替 - 森川智之
ニール
演 - ロバート・ティモシー・スミス | 日本語吹替 - 鵜沼たいちろう
ファーン
演 - ライアン・キエラ・アームストロング | 日本語吹替 - 安西稟
KB
演 - キリアナ・クラッター | 日本語吹替 - 池下リリコ
ウィム
演 - ラヴィ・キャボット・コニャーズ | 日本語吹替 - 伊奈聖嵐
SM-33
声 - ニック・フロスト | 日本語吹替 - 最上嗣生
ウェンドル
演 - トゥンデ・アデビンペ | 日本語吹替 - 平林剛
ファラ
演 - ケリー・コンドン | 日本語吹替 - 小林優子
キム
声 - アリア・ショウカット | 日本語吹替 - 唐沢潤
ヘイナ
演 - ハラ・フィンリー | 日本語吹替 - 嶋村侑
ストリックス将軍
演 - マチュー・カソヴィッツ | 日本語吹替 - 本多新也
ポキット
演 - ケリー・マクドナルド | 日本語吹替 - 渡辺明乃
ブルータス
演 - フレッド・タタショア | 日本語吹替 - 野川雅史
グンター
演 - ジャリール・ホワイト | 日本語吹替 - 関口雄吾
チェルト
演 - デール・ソウルズ | 日本語吹替 - 片岡富枝
ヴェイン
演 - マーティ・マトゥリス | 日本語吹替 - 高木渉
メルナ
演 - パロマ・ガルシア＝リー | 日本語吹替 - 松浦裕美子
ベンジャール・プラニック
声 - アルフレッド・モリーナ | 演 - アレクサンダー・ワード | 日本語吹替 - 近藤浩徳
監理官
声 - スティーブン・フライ | 日本語吹替 - 荻野晴朗

## エピソード
| # | 題名                                                                       | 監督                                    | 脚本                                    | 配信日         |
| - | -------------------------------------------------------------------------- | --------------------------------------- | --------------------------------------- | -------------- |
| 1 | ホントの冒険ができるかも This Could Be a Real Adventure                    | ジョン・ワッツ                          | クリストファー・フォード ジョン・ワッツ | 2024年12月2日  |
| 2 | バリアを越えてはるか遠くへ Way, Way Out Past the Barrier                   | デヴィッド・ロウリー                    | クリストファー・フォード ジョン・ワッツ | 2024年12月2日  |
| 3 | 航行に問題のあるとても面白い星 Very Interesting, as an Astrogation Problem | デヴィッド・ロウリー                    | クリストファー・フォード ジョン・ワッツ | 2024年12月10日 |
| 4 | アト・アティンは記憶にねえ Can't Say I Remember No At Attin                | ダニエル・クワン ダニエル・シャイナート | クリストファー・フォード ジョン・ワッツ | 2024年12月17日 |
| 5 | お前たちは海賊を分かってない You Have a Lot to Learn About Pirates         | ジェイク・シュライアー                  | ミュン・ジョー・ウェスナー              | 2024年12月24日 |
| 6 | また友達がいなくなる Zero Friends Again                                    | ブライス・ダラス・ハワード              | ミュン・ジョー・ウェスナー              | 2024年12月31日 |
| 7 | あたしたち絶対怒られる We're Gonna Be in So Much Trouble                   | リー・アイザック・チョン                | クリストファー・フォード ジョン・ワッツ | 2025年1月7日   |
| 8 | 本当の正義の味方 The Real Good Guys                                        | ジョン・ワッツ                          | クリストファー・フォード ジョン・ワッツ | 2025年1月14日  |

## スタッフ
- 吹替翻訳 - 李静華
- 吹替演出 - 久保宗一郎
- 録音 - 大谷征央
- 録音制作 - 齊藤雅姫、岡上章子、東北新社
- 調整 - Shepperton International
- 制作監修 - 須藤景子
- 日本語版制作 - ディズニー・キャラクター・ボイス・インターナショナル